# Pontos subcolaterais

Os pontos subcolaterais

Os pontos subcolaterais são pontos que ficam entre os pontos cardeais e os pontos colaterais. São oito os pontos subcolaterais, com duas formas de escrever cada um (excluindo o SSE (sul–sudeste) e SSO (sul-sudoeste)).
- Norte–nordeste ou Nor–nordeste- NNE;
- Leste–nordeste ou Lés–nordeste- LNE ou ENE;
- Leste–sudeste ou Lés–sudeste- LSE ou ESE;
- Sul–sudeste - SSE;
- Sul–sudoeste - SSO ou SSW;
- Oeste–sudoeste ou Oés–sudoeste- OSO ou WSW;
- Oeste–noroeste ou Oés–noroeste - ONO ou WNW;
- Norte–noroeste ou Nor–noroeste - NNO ou NNW.

Os pontos subcolaterais comumente não são muito utilizados, mas permitem formas mais precisas de orientação, já que se encontram no intervalo de um ponto cardeal e um colateral.